# Parkeisenbahn am Silver Lake
| Armitage-Herschell-Parkeisenbahn um 1902                                              |                      |                           |                           |
| Spurweite:                                                                            | 381 mm (Liliputbahn) |                           |                           |
|                                                                                       |                      |                           |                           |
| \| \| \| \| \| \| \| \| Haltepunkt mit Wasserkran \| \| \| \| \| \| \| \| \| \| \| \| |                      |                           |                           |
| Strecke von links · Strecke von rechts                                                |                      |                           |                           |
| Strecke · Haltepunkt / Haltestelle                                                    |                      | Haltepunkt mit Wasserkran | Haltepunkt mit Wasserkran |
| Strecke · Strecke                                                                     |                      |                           |                           |
| Strecke nach links · Strecke nach rechts                                              |                      |                           |                           |

Die Parkeisenbahn am Silver Lake war eine 1902 von der Familie Lodge in Betrieb genommene Liliputbahn mit einer Spurweite von 15 Zoll (381 mm) in Silver Lake, Ohio.

## Geschichte
Die Parkeisenbahn wurde von einer maßstäblich verkleinerten Dampflokomotive gezogen, die offenen Personenwagen hatten aber kein Vorbild. Die Liliputlokomotive wurde um 1901 von der Armitage-Herschell Company in North Tonawanda im Niagara County im Bundesstaat New York gebaut, als sich Parkeisenbahnen zunehmender Beliebtheit erfreuten. Die Lokomotiven dieses Herstellers konnten bis zu zehn Personenwagen mit Sitzplätzen für 40 Kinder oder 20 Erwachsene ziehen.
Die Dampflokomotive, ihr Tender und drei Personenwagen wurden für einen Preis von 1.050 $ für die Lokomotive und 75 $ für jeden Wagen erworben, was einem Preis von 1,00 $ pro Pfund entspricht, da die Lokomotive 1.050 Pfund wog. Die Ohio Steel Company in Cuyahoga Falls fertigte Miniaturschienen mit dem für Parkeisenbahnen ungewöhnlich großen Gewicht von 8 kg/m sowie Weichen und deren Herzstücke für 42 $/t.
Die schleifenförmige Bahnstrecke begann südlich des großen Pavillons, der 1898 gebaut worden war. Der Bahnhof lag am Seeufer bei der Schiffsanlegestelle. Die Strecke führte entlang des Seeufers, vorbei an einer alten Blockhütte neben dem  späteren Aquarium. Sie passierte dann die Schießbude, das aus Stein gebaute Eis-Lager, das später zum Käfig der Pumas umgebaut wurde, sowie Käfige für Affen, einen Wolf, Waschbären, einen Dachs und Füchse. Von ihr aus sah man außerdem die Volieren für einen Adler, Falken und Eulen sowie die Bärengruben. Nach der Menagerie verlief sie wieder entlang des Sees, vorbei an der Linewood-Blockhütte zu einem weiteren Streckenabschnitt am Seeufer. Dieser ursprüngliche Streckenverlauf erlaubte den Fahrgästen einen Blick auf den See und die Zootiere, wodurch die Menagerie schnell bekannt wurde.
Die Miniatureisenbahn mit diesem ursprünglichen Streckenverlauf war jedoch nicht so rentabel, wie sie hätte sein sollen, weil sie zu weit abseits lag. Im folgenden Jahr wurde daher eine neue Strecke mit einem ausgedehnten Umweg angelegt. Dadurch verdoppelte sich die Fahrzeit und die Eisenbahnfahrt wurde sehr beliebt. Im Laufe der Jahre wurde der Streckenverlauf mehrfach geändert.
Bereits im zweiten Sommer musste die Lokomotive ständig repariert werden. Der Maschinist des Dampfschiffs, Frank Jones, war eine wertvolle Hilfe bei wiederholten Reparaturen der Lokomotive und deren Teilen. Dennoch wurde die Lokomotive nicht weiter eingesetzt und zum Verkauf angeboten.
Der kleinwüchsige Sammy Wise aus Loudonville, Ohio, war als erster Schaffner der Parkeisenbahn angestellt. Er war im Alter von 28 Jahren nur 1,22 m groß, als er nach Silver Lake kam. Er war wohlproportioniert und wichtigtuerisch und bei den Campern und Kollegen sehr beliebt. In seiner Uniform mit einer glänzenden Laterne am linken Arm und seiner Fahrkartenlochzange in der rechten Hand war er ein attraktiver kleiner Schaffner. Er arbeitete mehrere Sommer lang mit der Parkeisenbahn, bis zu seinem Tod im Winter 1906–1907. 

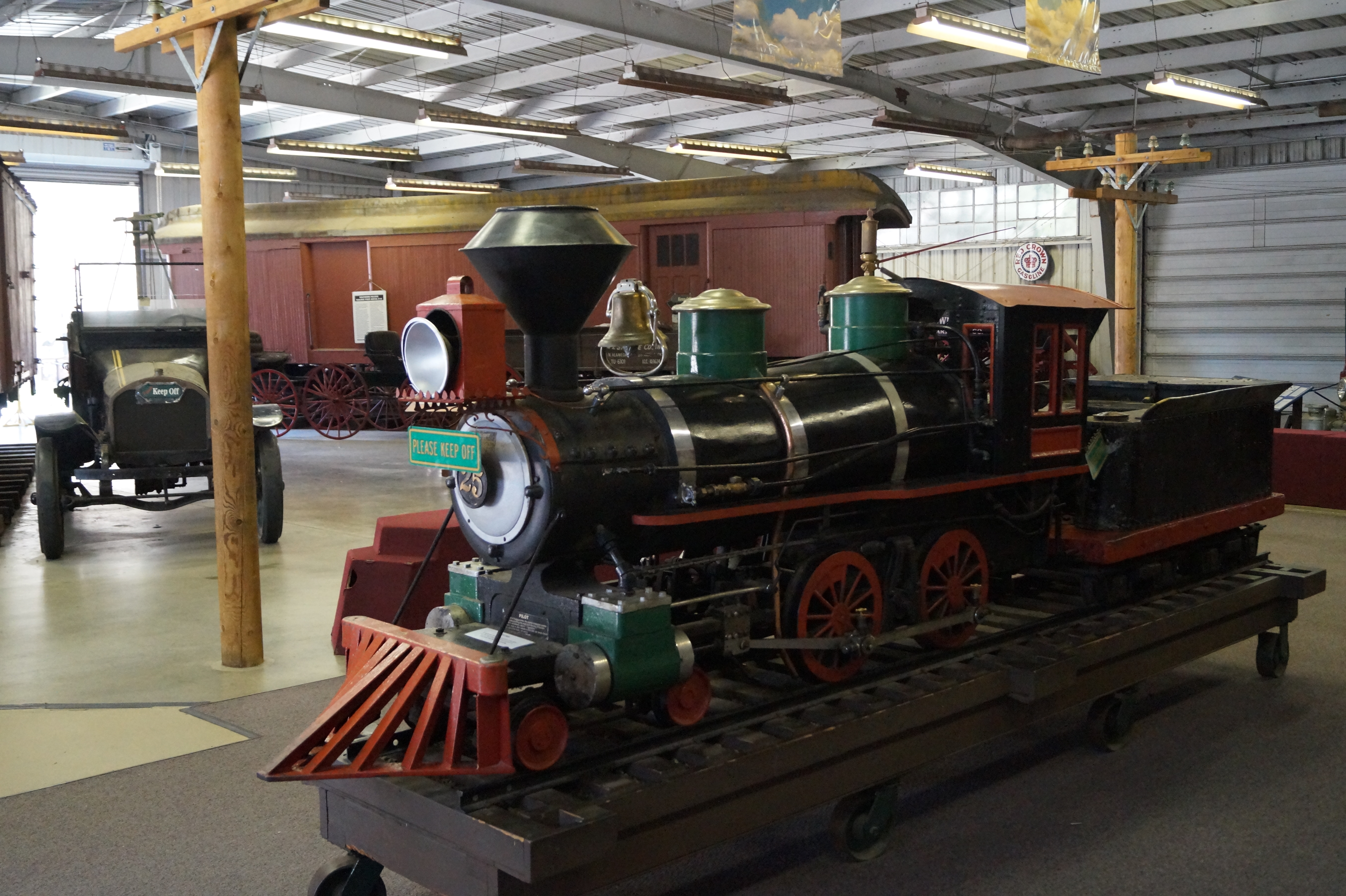
Little General Dampflokomotive im Travel Town Museum

George Lodge begeisterte sich für den Zug, für den er, Frank Jones und Sammy Wise 1903 monatelang eine neue Lokomotive mit einem Kessel der Biggs Boiler Works Company in Akron gebaut hatten. 1904 baute er eine stärkere Lokomotive, die später Little General genannt wurde und heute noch im Travel Town Museum ausgestellt wird. Nachdem Frank Jones verstorben war, fertigte er eine weitere noch größere Lokomotive in seiner eigenen Werkstatt an. Er baute auch fünf neue Wagen, damit gleichzeitig zwei Züge mit je vier Wagen fahren konnten.
Die Sommersaison von 1917 war die letzte, in der der Park betrieben wurde, aber die Parkeisenbahn war weiterhin beliebt und in Betrieb. Der Verkaufspreis des Parks schloss die Schienen, Lokomotiven und Züge nicht ein. Da William Lodge keinen anderen Käufer fand, kaufte er sich die Schienen und Schienenfahrzeuge für 1.000 $ und lagerte sie auf seiner Farm ein. Nach ein paar Jahren verkaufte er die Lokomotive und die Wagen an die Buckeye Lake Park Co. im Licking County, Ohio. Diese betrieb die Züge mehrere Sommer lang und verkaufte sie dann an eine Parkgesellschaft in der Nähe von Toledo, wo sie 1944 noch in Betrieb waren.

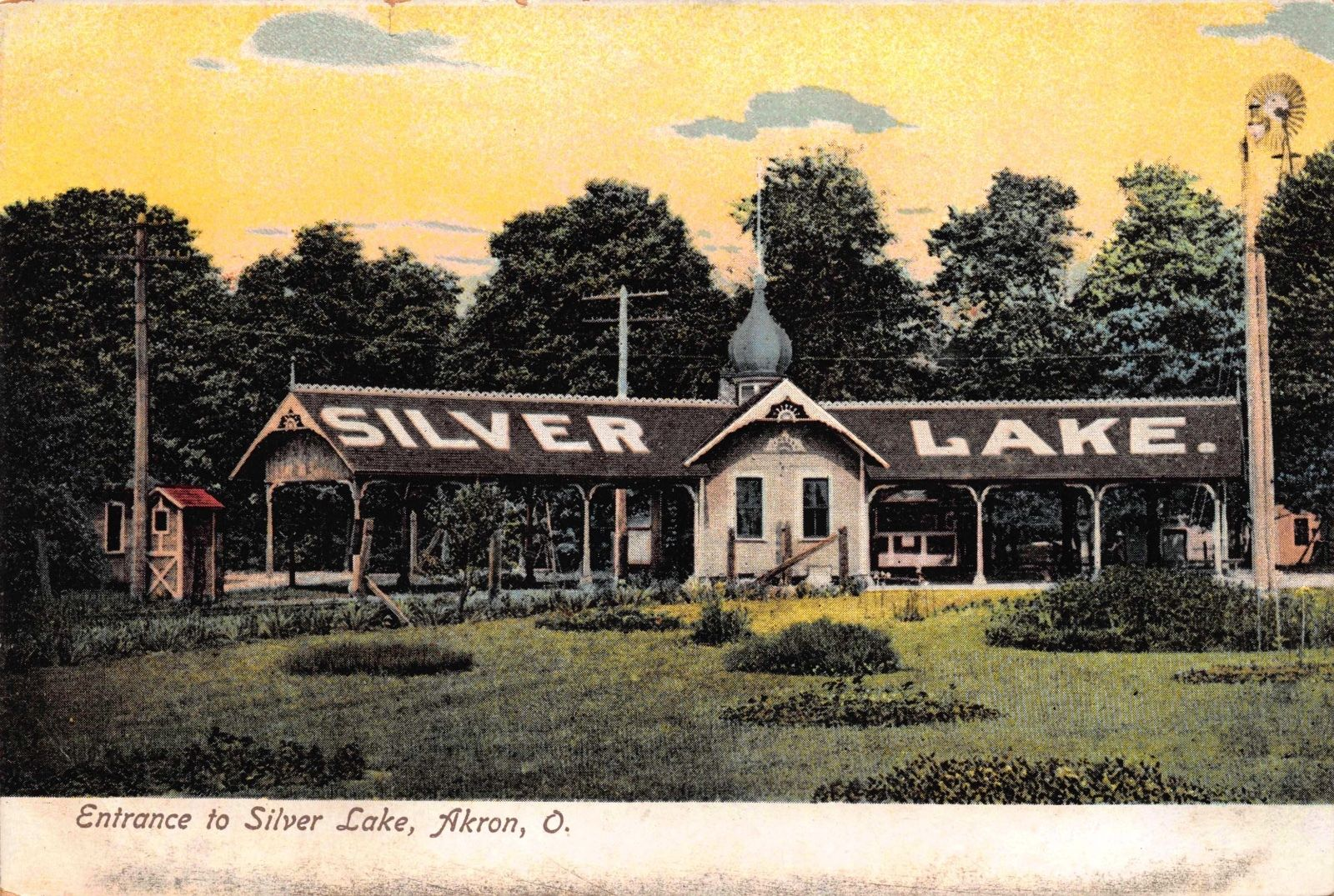
Eingang
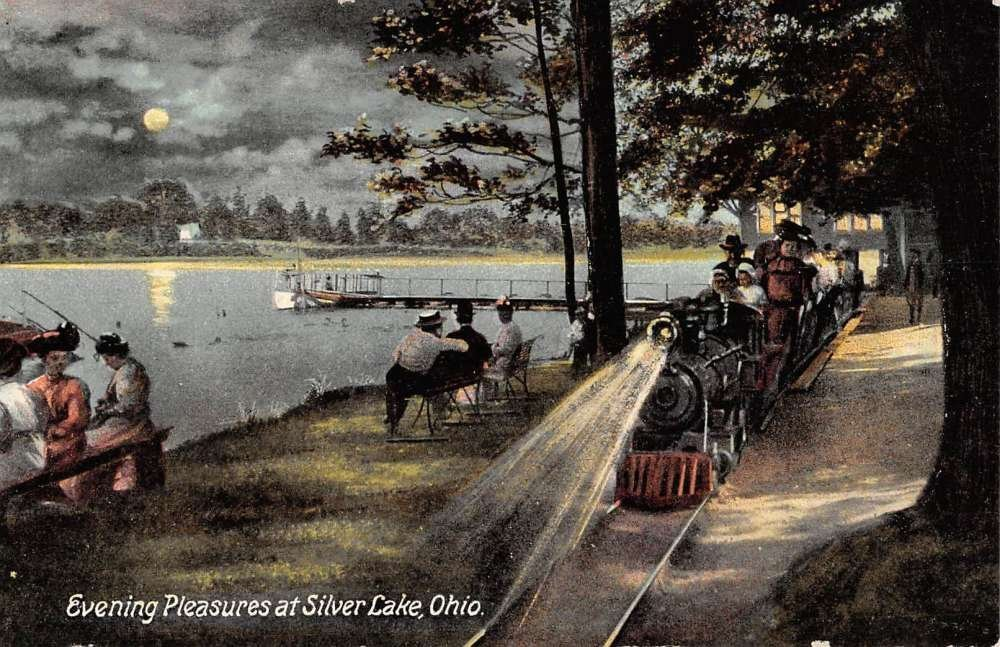
Abendvergnügen
Parkeisenbahn
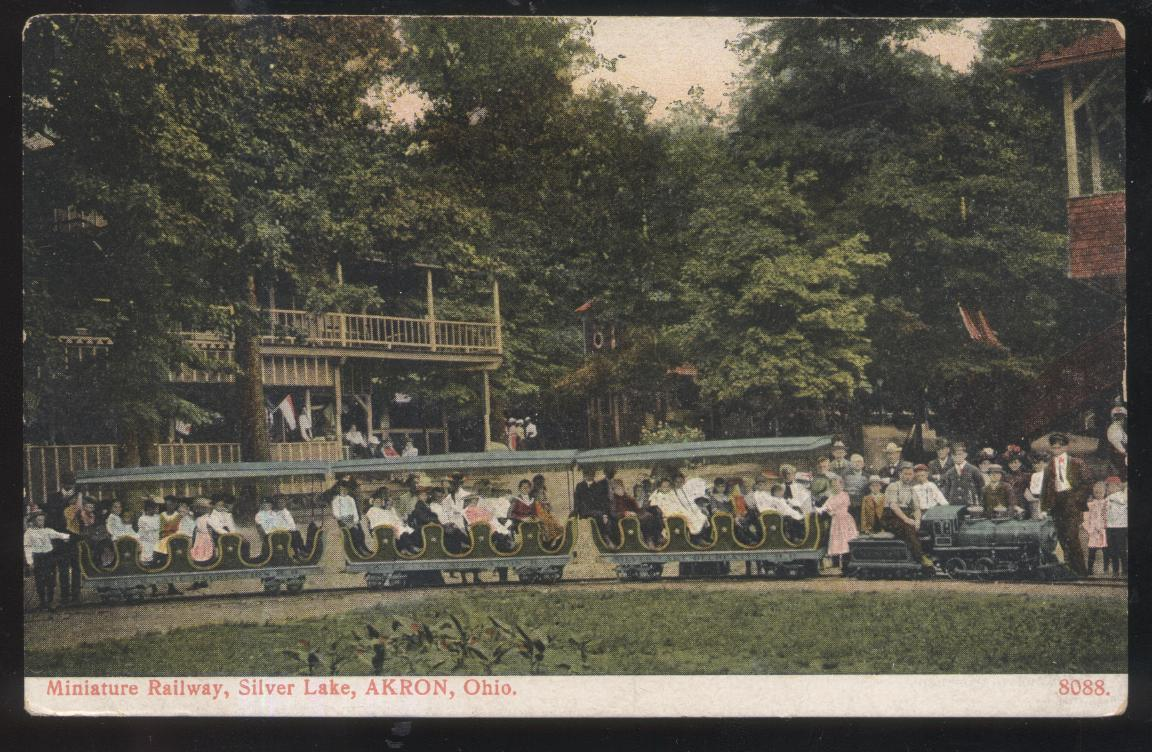
Parkeisenbahn
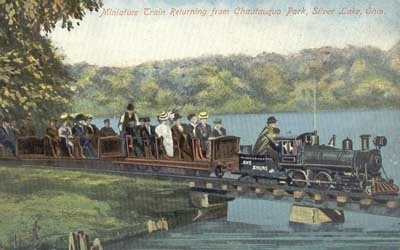
Rückkehr vom Chautauqua Park